# Будинок Дворянського зібрання (Біла Церква)

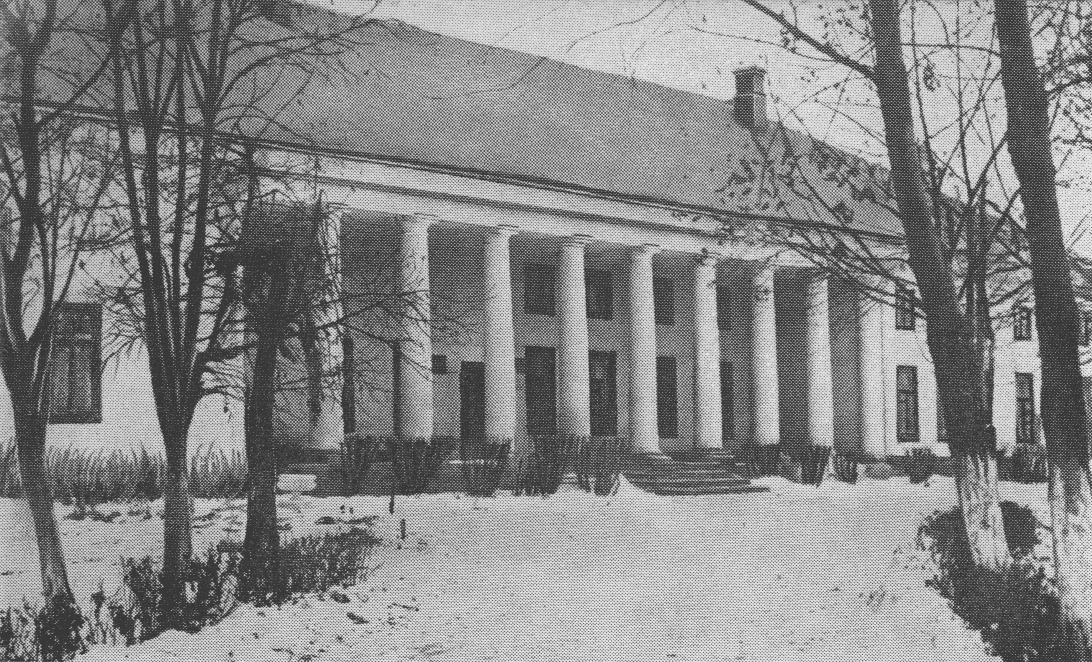
Будинок дворянського зібрання

Будинок дворянського зібрання

Дворянське зібрання — пам'ятка цивільної архітектури в місті Біла Церква. Збудовано в 1830 році, зруйновано в 2003 році. Входило до комплексу маєтку панів Браницьких у центрі Білої Церкви. Розташовувалось на бульварі 50-річчя Перемоги, 5.
Будівлю зведено в 1830 році у класичному стилі за проектом архітектора Шимона Цуґа. Вона чотирикутна в плані з утопленою центральною частиною, дерев'яна, тинькована, двоповерхова зі сторони головного фасаду і одноповерхова з тильного боку, на кам'яному фундаменті. Покрита двосхилим дахом. Головний фасад у вигляді лоджії з десятиколонним портиком звернутий у внутрішнє подвір'я. Вікна першого поверху великі, другого — менші за розмірами, квадратні, оформлені наличниками. Перекриття плоскі. Інтер'єр оздоблений ліпними карнизами. Танцювальний зал прикрашений колонами. На другому поверсі був ресторан, на першому — більярдна, ігровий і танцювальний зали. У підвалі зберігалось вугілля.
Спочатку тут містилися танцювальний та ігровий зали, ресторан, в яких розважались шляхетні містяни. Пізніше в приміщенні розташувалися адміністративні служби. Наприкінці XIX століття воно стало називатись «Бюро Браницьких». У  1929–1930 роках перший поверх дворянського зібрання займала кооперативна школа, у роки німецької окупації міста — військовий шпиталь. З 1950-х років й до 1969 року в будівлі знаходився райком комсомолу, а пізніше — районний будинок культури, райвідділ культури та районна бібліотека. У 1956 році будинок був узятий під охорону державою і внесений до списків пам'яток архітектури. У 1960-х роках проведені ремонтно-реставраційні роботи. У 1990-х роках будівлю передано Білоцерківській єпархії УПЦ МП, після чого її стан поступово став погіршуватися. Споруду планували розібрати і на її місці збудувати цегляну. Однак у 2003 році вона була зруйнована внаслідок пожежі й після того вже не відновлювалась.
У 2023 році розпочалось будівництво нового комплексу яке відновлює архітектуру історичної будівлі.